# Сёмин, Александр Иванович
Сёмин, Александр Иванович (род. 28 февраля 1949, Москва) — советский футболист. Играл на позиции полузащитника, затем правого защитника. Мастер спорта СССР (1974).

## Биография
Уроженец Подмосковья, начал заниматься в школе «Спартака» у тренера Александра Головушкина. В 1961 по совету соседа перешёл в школу ЦСКА к тренеру Гринину (в прошлом игроку знаменитой команды лейтенантов), где занимался вместе с Владимиром Жигуновым (в будущем чемпионом страны в составе ЦСКА) и Юрием Блиновым (в будущем перешедшим в хоккей, где ставшим олимпийским чемпионом). В 1967 был переведен в дубль ЦСКА, но не закрепился, уехав играть в любительский клуб «Урожай» из Грозного. Начинал играть как полузащитник, из «Урожая» попал в сборную РСФСР к тренеру Николай Рассказов, который предложил позицию на правом фланге защиты, с тех пор Сёмин до конца карьеры играл на этой позиции.
Осенью 1968 года в составе сборной общества «Урожай» выиграл турнир в Крымске, после чего его пригласили в майскопскую «Дружбу», где играл вместе с Валерием Филатовым и Юрием Дарвиным. В 1969 в составе «Дружбы» выиграл чемпионат РСФСР 1969.
Осенью 1971 был призван в армию, и в отпуск отправился игроком ростовского СКА. Но сыграть за СКА было не суждено, так как по возвращении получил приказ явиться в ЦСКА. В 1972, в первый сезон после возвращения играл за дубль, защитная линия клуба целиком состояла из игроков сборной СССР: Плахетко, Капличного, Шестернёва, Истомина. В октябре 1973 дебютировал в основе, в матче с киевским «Динамо», в котором ЦСКА сенсационно победил 3:0, единственная крупная победа армейцев над киевлянами с 1968 по 1982. Но, сыграв четыре матча за месяц, потерял место в основе, после того как не забил решающий 11-метровый «Кайрату», и ЦСКА проиграл в серии пенальти (в сезоне высшей лиги 1973 после ничьих по регламенту били послематчевые пенальти).
После демобилизации по личным условиям выбрал московский «Локомотив», с которым выиграл первую лигу 1974, после чего получил звание мастера спорта СССР. Летом 1975 из-за трений с тренером Игорем Волчком перешёл в куйбышевские «Крылья Советов» к тренеру Виктору Киршу, но и там произошёл конфликт с тренером, в результате чего перебрался в воронежский «Факел», где собрались много опытных футболистов: Папаев, Тукманов (будущий вице-президент РФС), Елизаров, Филиппов).
В 1979 по совету Анатолия Козлова, одноклубника по «Локомотиву», отправился в Группу советских войск в Германии. Отыграл четыре сезона во втором дивизионе ГДР за Мотор из Веймара, восточногерманский клуб, в котором представительство советских футболистов было одним из наибольших (12 человек за всё время, включая бывшего однокашника и одноклубника Сёмина — Владимира Жигунова). В сезоне 1979/80 «Мотор» занял 2-е место в своей группе и был близок к выходу в высшую лигу ГДР. Но иностранцы не допускались в высший дивизион, что стало одной из причин того, что «Мотор» уступил борьбу за место в высшем дивизионе. В Кубке ГДР с клубом дошёл до стадии 1/16 в розыгрышах 1979/80 (где уступил «Магдебургу») и 1981/82 (где уступил «Карл-Маркс-Штадту»).
После возвращения из ГДР работал инструктором в Олимпийской деревне и тренировал детей. После распада СССР был вынужден уйти водителем в коммерческую компанию. Играл в футбол за ветеранов «Локомотива» в турнире «Негаснущие звезды». Позже — московский пенсионер.

## Статистика
| Клуб                    | Див   | Сезон    | Чемпионат | Чемпионат | Кубок | Кубок | Итого | Итого |
| Клуб                    | Див   | Сезон    | Игры      | Голы      | Игры  | Голы  | Игры  | Голы  |
| ----------------------- | ----- | -------- | --------- | --------- | ----- | ----- | ----- | ----- |
| Дружба Майкоп           | В     | 1969     | ?         | ?         | 0     | 0     | ?     | ?     |
| Дружба Майкоп           | В     | 1970     | 33        | 2         | 0     | 0     | 33    | 2     |
| Дружба Майкоп           | В     | 1971     | ?         | 3         | 0     | 0     | ?     | 3     |
| Дружба Майкоп           | Итого | Итого    | 33+       | 5         | 0     | 0     | 33+   | 5     |
| ЦСКА                    | A     | 1973     | 4         | 0         | 0     | 0     | 4     | 0     |
| ЦСКА                    | Итого | Итого    | 4         | 0         | 0     | 0     | 4     | 0     |
| Машук                   | В     | 1974     | 2         | 0         | 0     | 0     | 2     | 0     |
| Машук                   | Итого | Итого    | 2         | 0         | 0     | 0     | 2     | 0     |
| Локомотив Москва        | Б     | 1974     | 27        | 2         | 0     | 0     | 27    | 2     |
| Локомотив Москва        | A     | 1975     | 18        | 0         | 1     | 0     | 19    | 0     |
| Локомотив Москва        | Итого | Итого    | 45        | 2         | 1     | 0     | 46    | 2     |
| Крылья Советов Куйбышев | A     | 1976 (в) | 11        | 0         | 0     | 0     | 11    | 0     |
| Крылья Советов Куйбышев | A     | 1976 (о) | 8         | 0         | 0     | 0     | 8     | 0     |
| Крылья Советов Куйбышев | A     | 1977     | 17        | 0         | 1     | 0     | 18    | 0     |
| Крылья Советов Куйбышев | Итого | Итого    | 36        | 0         | 1     | 0     | 37    | 0     |
| Факел Воронеж           | В     | 1978     | 8         | 0         | 2     | 0     | 10    | 0     |
| Факел Воронеж           | Итого | Итого    | 8         | 0         | 2     | 0     | 10    | 0     |
| Мотор Веймар            | Б     | 1979/80  | 18        | 0         | 1     | 0     | 19    | 0     |
| Мотор Веймар            | Б     | 1980/81  | 16        | 0         | 0     | 0     | 16    | 0     |
| Мотор Веймар            | Б     | 1981/82  | 13        | 1         | 1     | 0     | 14    | 1     |
| Мотор Веймар            | Б     | 1982/83  | 12        | 5         | 0     | 0     | 12    | 5     |
| Мотор Веймар            | Итого | Итого    | 59        | 6         | 2     | 0     | 61    | 6     |
| Всего за карьеру        |       |          |           |           |       |       |       |       |

## Достижения

### Командные
«Дружба»
- Победитель чемпионата РСФСР по футболу (1): 1969

### Личные
- Мастер спорта СССР (1974)[4]